# Seznam avstrijskih plesalcev
Seznam avstrijskih plesalcev.

## B
- Arik Brauer

## E
- Fanny Elssler

## F
- Jakob Feyferlik

## G
- Silke Grabinger

## K
- Johann Kresnik (1939-2019)

## L
- Rudolf Laban

## M
- Natascha Mair
- Karl Musil

## S
- Cesár Sampson

## W
- Margot Werner

## Z
- Lukas Zuschlag